# Canarina eminii
Canarina eminii är en klockväxtart som beskrevs av Paul Friedrich August Ascherson och Georg August Schweinfurth. Canarina eminii ingår i släktet Canarina och familjen klockväxter. Inga underarter finns listade i Catalogue of Life.